# Castell del Boixar (la Pobla de Benifassà)
El castell del Boixar és un monument catalogat com Bé d'Interès Cultural, per declaració genèrica, amb identificador: 12.03.093-007, segons consta en la fitxa de la Direcció general de Patrimoni Artístic de la Generalitat Valenciana.
En l'actualitat solament queden restes de part de les dependències del castell, que es troben integrades en edificis d'habitatges de la pedania de El Boixar, que forma part del municipi de La Pobla de Benifassà.

## Història i descripció
Es creu que era un castell de reduïdes dimensions que era utilitzat per a serveis auxiliars del castell de Beni-Hazá. Se suposa que va ser conquerit per Jaume el Conqueridor en 1233 i que va ser derruït posteriorment utilitzant-se els seus materials per a la construcció d'altres edificis. Aquest fet sembla reforçat per no tornar a ser esmentat el castell amb posterioritat a la seva conquesta.
Poden observar-se petits llenços, els quals eren part de la seua muralla, i un edifici que havia d'emprar-se com a annex. De la resta no queda gens i en el seu lloc en l'actualitat pot contemplar-se una era i altres edificacions com la casa que presenta en la llinda de la porta un escut amb torre.